# クルマエビ
クルマエビ（車海老、車蝦、斑節蝦、学名: Marsupenaeus japonicus）は、十脚目クルマエビ科に分類されるエビの一種。インド太平洋沿岸の内湾砂泥底に生息する大型のエビで、重要な食用種である。
かつては多くの近縁種と共に Penaeus 属に分類されたため、学名を Penaeus japonicus として記載した文献や図鑑も多い。研究が進んだ結果クルマエビ科の分類は細分化され、Penaeus はウシエビ、クマエビなどに限定された「ウシエビ属」となり、クルマエビの属名には Marsupenaeus が充てられた。
日本での地方名はホンエビ、マエビ（各地）、ハルエビ（石川県）等である。また若い個体を指すサイマキ（稚エビ）、マキ（小ぶりの個体）等の呼称もある。

## 特徴
成体は体長15cmほどだが、メスの中には30cmに達するものもいる。体は細長い円筒形で、脚は太く短い。生体の体色は青灰色か淡褐色で、黒いしまが頭胸甲には斜め、腹部には横に入る。日本産のクルマエビ科の中では最もしま模様が明瞭なので近縁種と区別できる。クルマエビの和名は腹を丸めた時に、しま模様が車輪のように見えることに由来する。
額角の鋸歯は上縁に9-10歯、下縁に1-2歯（通常1歯のみ）があり、頭胸甲の背中側真ん中には額角から続く1本の隆起と両側に2本の細い溝がある。クルマエビ科に共通する特徴として、胸脚の3対に鋏があること、第2腹部が第3腹部の前部を覆っていないこと、夜行性であること、雌は卵を抱かずに一気に放してしまうこと、メスがオスより大きくなることが挙げられる。

## 分布
日本近海からオーストラリア北部、南アフリカまで、インド太平洋沿岸に広く分布する。またスエズ運河を通じて地中海東部にも分布を広げている。日本近海での分布北限は北海道南部で、クルマエビ科の中では最も北まで分布する種類の一つである。日本近海産クルマエビ科では、他にはサルエビやホッコクアカエビがクルマエビと同等の分布域をもつ。
波が穏やかな内湾や汽水域の砂泥底に生息する。昼間は砂泥の中に浅くもぐり、目だけを出して休む。夜になると海底近くで活動するので、夜間に海岸の海中を照明で照らすと、クルマエビ類の複眼が照明を反射し光って見える。食性は雑食性で、藻類や貝類、多毛類、小魚、動物の死骸等を食べる。天敵は、クロダイ、マゴチ、タコ等である。

## 生活環
クルマエビ、サクラエビ、ヒゲナガエビなどを含む根鰓亜目（クルマエビ亜目）のエビは、受精卵を海中に放出し、卵の時期からプランクトンとして浮遊生活を送る。卵を腹肢に抱えて保護するエビ亜目に比べて産卵数が多いが、放出された時点で他の動物の捕食が始まるため、生き残るのはごくわずかである。
クルマエビの産卵期は6月-9月で、メスは交尾後に産卵する。産卵数は体長20cmのメス1匹で70万-100万に達する。受精卵は直径0.3mm足らずの青色で、海中をただよいながら発生し、半日ほどで孵化する。
孵化直後の幼生はノープリウス幼生 (Nauplius) とよばれる形態で、成体とは似つかない丸い体に大きな3対の遊泳脚がついた体型である。大きな遊泳脚で水をかいて泳ぐが、この脚は後に触角と大顎になる。なおこの時期の数日間は餌をとらず、蓄えられた卵黄だけで成長する。
ノープリウス幼生を過ぎるとゾエア幼生 (Zoea) となる。腹部がやや後方に伸び、成体に近い体型となる。ゾエア幼生では遊泳脚が増えるが、これらは後に顎脚や歩脚となる。なおクルマエビ亜目のゾエア幼生後期を、アミ類 (Mysis) に似ていることから特に「ミシス幼生」と呼ぶ。
孵化からおよそ10日後、ミシス幼生が成長すると、今までの遊泳脚が顎脚や歩脚などに変化し、腹部に腹肢ができ、ポストラーバ幼生 (Postlarva) となる。ポストラーバ幼生は腹肢で水をかいて泳ぎ、最初のうちは浮遊生活を送るが、やがて海底生活を送るようになり、脱皮を繰り返して稚エビとなる。産まれた年の秋頃にはもう漁獲サイズの10cm以上になる。
クルマエビの稚エビは海岸のごく浅いところにいて、夏から秋にかけて潮の引いた干潟などで見ることもできるが、成長するにつれ深場に移動し冬眠する。寿命は1年半-2年半とみられる。

## 利用

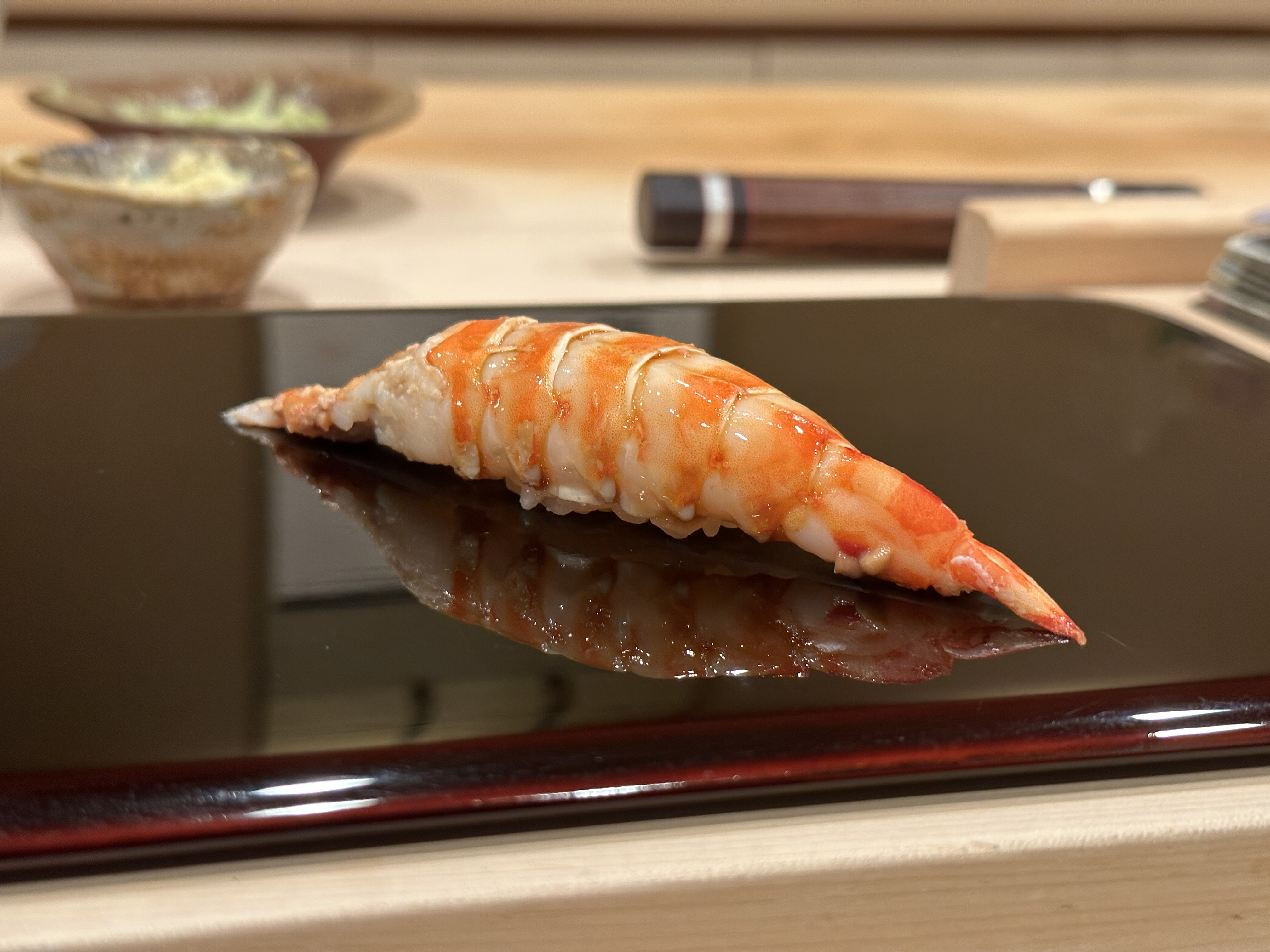
クルマエビの握り寿司

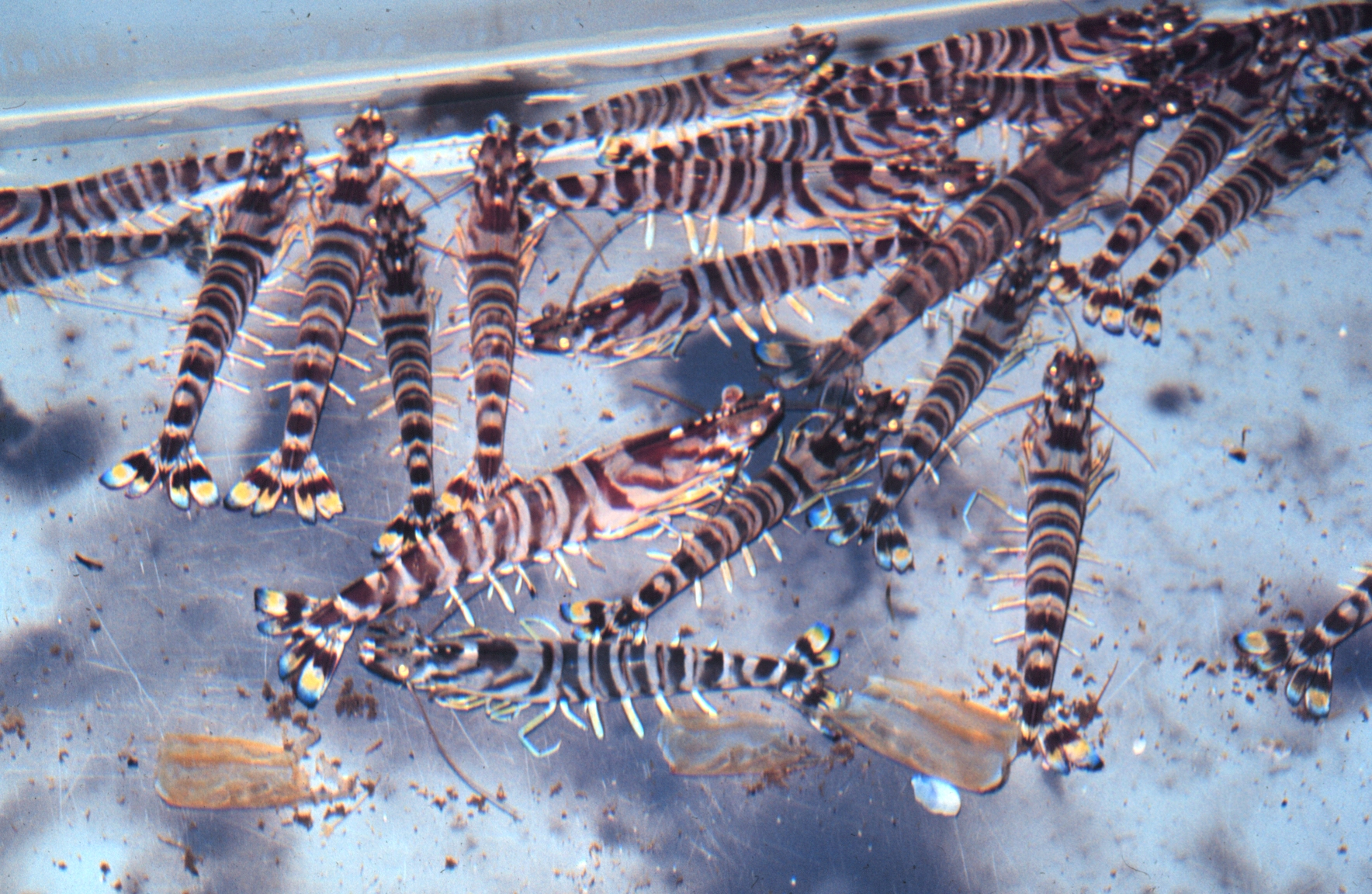
台湾で養殖されたクルマエビ

日本では古来、重要な漁業資源として、刺し網、底引き網などで漁獲されてきた。伊勢湾、有明海、三河湾など大規模な干潟や内湾を抱える地域に多産し、愛知県、熊本県の県のシンボルとして指定されている。ほぼ1年を通して漁獲されるが、特に夏の漁獲が多く、旬も初夏から秋とされている。
死ぬと急速に傷んで臭みも出るが、オガクズの中に詰め、湿度を保っておくと長時間生かしておけるので、この状態で出荷・流通が行われる。料理法は塩焼き、天ぷら、エビフライ、唐揚げ、刺身など多種多様で、味もよく、高級食材として扱われる。加熱した方が旨みと歯ごたえが増す。

### 養殖
漁業だけでなく蓄養や養殖も西日本の各地で行われている。明治38年に熊本県天草諸島の上天草市維和島で、海水池を利用して自然界から捕まえた天然稚エビの飼育（蓄養）が開始され、以来天草地方はクルマエビ蓄養の本場になった。その後藤永元作らによって生態・繁殖・発生の研究が進み、同時に配合飼料の研究も進んだ。藤永は昭和38年には山口県秋穂町（現山口市秋穂東）で破棄された塩田跡に養殖の為の会社を設立し、世界で初めて卵から孵化させて育てる人工養殖に成功した。また世界で初めてクルマエビの養殖を事業化した（会社の社屋の前に「えび塚」の碑と並んで「くるまえび養殖事業発祥の地」と書かれた大きな自然石の石碑が建っている）。以来山口県秋穂町はクルマエビ養殖の本場になった。エビ類では最も早く養殖技術が確立された。クルマエビは他種のエビよりも蛋白質とビタミンの要求量が高く、配合飼料も高価である。
本種の価格が他種に比べ下落しないのは、以下の要因がある。
- 生産技術が高レベルで海外へ技術輸出できない。
- 高価な飼料を要する上、飼育が困難（死に易い）な為、海外養殖での大量生産に向かない。
- 国内に根強く継続操業する養殖業者が多く、「活き」流通が崩れていない為、冷凍輸入の市場が拡大しない。
- アミノ酸系（旨み）が他種より優れている為、高級店からの需要が強い。

養殖するクルマエビはウイルス性の病気にさらされることがあり、場合によっては養殖池のエビが全滅することもある。2021年には沖縄県宮古島の養殖池で急性ウイルス血症（PAV）が拡大、約140万匹が被害を受けた。

## 近縁種
クルマエビ科の大型種はどれも重要な食用種となっている。

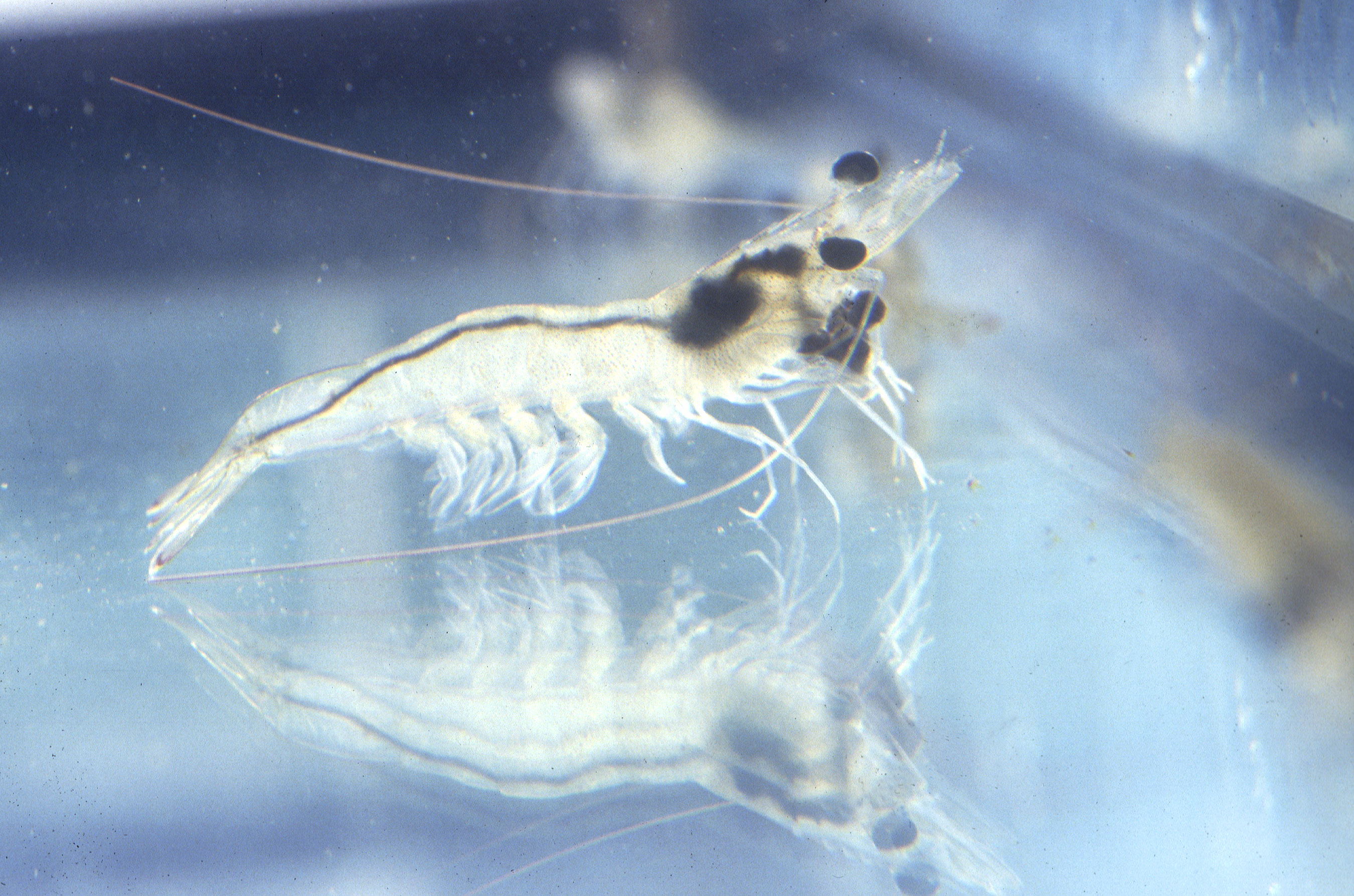
Litopenaeus vannamei 若い個体 飼料を食べている

コウライエビ Fenneropenaeus chinensis (Osbeck, 1765)
体長20cmほど。クルマエビに似るが体に模様はなく、尾だけが黒っぽい。黄海・渤海・東シナ海の朝鮮半島沿岸に分布し、秋から冬にかけて漁獲され、日本では冷凍・生鮮品ともほとんど輸入物である。クルマエビ科としては分布が狭いが、漁獲量は多く、安価なためクルマエビの代用として人気がある。
「タイショウエビ」（大正海老）の別名でよく知られる。日本では大正時代から多く漁獲されるようになったが、当時は商品名が複数あったため、主な水産会社が協議して「タイショウエビ」の商品名となった。
フトミゾエビ Melicertus latisulcatus (Kishinouye, 1896)
体長15cmほど。クルマエビに似るが体に目立つ模様がない。生体は全身が淡黄色を帯びるため「シンチュウエビ」（真鍮海老）とも呼ばれる。
東京湾以南の西太平洋とインド洋の沿岸域に分布する。日本本土では小型で数も少ないが、南西諸島では大型で数も多い。
ヨシエビ Metapenaeus ensis
インド太平洋の沿岸域に分布する中型のエビで、重要な食用種である。
ウシエビ Penaeus monodon (Fabricius, 1798)
体長30cmほど。クルマエビに似るが全身が黒っぽく、背中の溝は頭胸甲の前半部だけにある。東京湾以南の西太平洋とインド洋の沿岸域に分布する。
「ブラックタイガー」という別名でよく知られる。クルマエビ科では最大種で成長も早く、世界各地でさかんに養殖されていたが、より安価なバナメイエビに押され、一時に比べ日本での輸入量は減っている。
クマエビ Penaeus semisulcatus (De Haan, 1844)
体長20cmほど。東京湾以南の西太平洋とインド洋の沿岸域に分布する。脚が赤いのが特徴で、「アカアシ」の別名で知られている。触角がしま模様で目立つが、体のしま模様は不鮮明で、ウシエビと同様灰色がかっている。
バナメイエビPenaeus vannamei (Boone, 1931)
日本では00年代後半から「むきえび」や｢冷凍えび｣として流通している。英名: King prawn, Whiteleg shrimp。体長14cmほど。メキシコからペルーにかけての太平洋東岸に分布する。
ウシエビ（ブラックタイガー）同様、生活環の一部として汽水域にも生息し、塩分濃度の変化に強く、淡水での養殖に耐える。「バナメイえび」「バンナムえび」などとして2006年頃から日本の市場に登場した。ブラックタイガーに比べて安価なこともあって、輸入量は急速に伸びている。日本で消費されるこのエビの主な生産国はタイ、インドネシア、中国。2009年以降、EMS (Early Mortality Syndrome) と呼ばれる病気が中国・ベトナム・マレーシア・タイへ広がったため、漁獲量が激減し、価格が高騰している。